# Cebollitas
Cebollitas (deutsch: „die Zwiebelchen“) ist eine argentinische Fernsehserie, die vom 1. Januar 1997 bis 2. Oktober 1998 mit insgesamt 458 Episoden im argentinischen Fernsehsender Telefe erstausgestrahlt wurde.
Die auf ein jugendliches Publikum ausgerichtete Telenovela wurde in Argentinien von Enrique Torres produziert und auch in zahlreichen anderen Ländern gesendet.

## Inhalt
Die Serie erzählt die Geschichte einer Gruppe von fußballbegeisterten argentinischen Kindern, die dem argentinischen Fußballidol Diego Armando Maradona nacheifern, der in seiner Jugend im „Los Cebollitas“ genannten Jugendteam der Argentinos Juniors spielte und danach zum international gefeierten Fußballstar wurde.

## Besetzung
Bekannte Darsteller waren unter anderen Darío Lopilato und Dalma Maradona:
| Darsteller          | Rolle            |
| ------------------- | ---------------- |
| Carlos Moreno       | Rocky Luchero    |
| Carmen Barbieri     | Mercedes 'Mecha' |
| Andrés Vicente      | Alfonso          |
| Dalma Maradona      | Sofia            |
| Dante Rodríguez     | Bocha            |
| Beatriz Spelzini    | Veronica         |
| Gino Renni          | Rómulo           |
| Diego Vicos         | Colo             |
| Brian Caruso        | Gamuza           |
| Pía Uribelarrea     | Finita           |
| Gian Franco Di Mena | Johnatan         |
| Agustina Ferrero    | Lolita           |
| Maximiliano Ghione  | Lito Luchero     |

## Hintergrund
Begleitend zur Serie wurden auch zwei Musikalben veröffentlicht, mit Liedern, die von Cris Morena komponiert und von den Kinderdarstellern der Serie vorgetragen wurden.
Die Serie wurde 1997 für den Martín Fierro Award als bestes Kinderprogramm nominiert;  Brian Caruso erhielt den Preis als bester Kinderdarsteller.